# Diostrombus abdominalis
Diostrombus abdominalis är en insektsart som först beskrevs av William Lucas Distant 1907.  Diostrombus abdominalis ingår i släktet Diostrombus och familjen Derbidae. Inga underarter finns listade i Catalogue of Life.